# Guerra de Utah
La Guerra de Utah, también conocida como la Expedición de Utah, la Campaña de Utah, la Metedura de Pata de Buchanan, la Guerra Mormona, o la Rebelión de los Mormones, fue un enfrentamiento armado entre los mormones en el territorio de Utah y las fuerzas armadas del gobierno de Estados Unidos. El enfrentamiento duró desde mayo de 1857 hasta julio de 1858. Si bien hubo algunas víctimas, en su mayoría civiles no mormones, la "guerra" no tuvo batallas, y fue definida mediante una negociación.

## Historia
Los mormones comenzaron a establecerse en Utah en 1847, después de que un tumulto popular en Illinois derivara en el asesinato de Joseph Smith, fundador de la religión mormona y considerado por los mormones como un profeta, y en la expulsión de los miembros de la Iglesia Mormona de ese estado. Los exiliados fueron conducidos por el sucesor de Smith, Brigham Young.
Con la colonización mormona, el estado desértico de Utah empezó a florecer y, durante casi una década, los mormones allí establecidos, gozaron de relativa paz y fueron libres de practicar su religión como a ellos les pareciera. Young fue nombrado gobernador del territorio por el gobierno federal de los Estados Unidos.
En Utah, durante 1856, empezó el movimiento de reavivación conocido como la Reforma Mormona que fortaleció la identidad de los pioneros con la evocación del asentamiento de los hebreos en la Tierra Prometida como un episodio análogo a su propia colonización de Utah.
James Buchanan fue el último presidente de los Estados Unidos anterior a la Guerra de Secesión, siendo un demócrata, su partido estaba bajo intensa presión de parte del recién formado Partido Republicano, el cual había hecho una fuerte campaña en 1856 con un programa electoral opuesto a “esos vestigios gemelos del barbarismo: la poligamia y esclavitud”. La esclavitud no sólo era legal, sino que era un recurso económico significativo para quince estados en ese entonces; la poligamia practicada ampliamente por la Iglesia Mormona en el remoto territorio de Utah, en cambio, era un tema político mucho menos polémico; de este modo aparecía como una tentadora manera de conformar a la opinión pública.
Mientras tanto, algunos funcionarios federales asignados a las oficinas territoriales en Utah resultaron ser incompetentes o corruptos. Cuando los peores ofensores fueron expulsados del territorio y se les dijo que no eran bienvenidos, un grupo de ellos formó un comité que acusó a los mormones de rebelarse contra la autoridad de los Estados Unidos.[cita requerida] Esto le dio a Buchanan el pretexto que necesitaba, destituyó a Brigham Young de su cargo como gobernador, designó a Alfred Cumming en su lugar, y ordenó a cinco mil soldados para que acompañaran al nuevo gobernador al territorio, bajo el mando del coronel Albert Sidney Johnston.
Al hacer este movimiento, Buchanan, ya sea por error o a propósito, no notificó a Brigham Young, que había sido reemplazado; de hecho se ordenó cerrar las rutas de correos hacia Utah, lo cual sugiere que Buchanan intentaba mantener a Young ignorante del asunto. La primera vez que Young tuvo noticias de ello, fue cuando dos mormones, O. Porter Rockwell y Abraham O. Smoot, le informaron de rumores oídos durante un viaje de entrega de correo al este. Fue el 23 de julio de 1857, a casi diez años del día en que los mormones habían llegado a Utah. En ese momento el ejército federal ya estaba en movimiento.
Young había experimentado la expulsión de los "santos", como se autodenominaban los mormones, de Ohio, Misuri y de la ciudad de Nauvoo, en Illinois, y estaba decidido a que no serían expulsados nuevamente. Aceptando la idea de que una fuerza militar con intenciones no declaradas es, por definición, hostil, hizo preparativos para defender el territorio contra la invasión.
La milicia territorial, la cual todavía llevaba el nombre de “Legión de Nauvoo” bajo el mando de Daniel H. Wells y Lot Smith, empezó una campaña que evitó una confrontación militar directa, pero operaba atacando las comunicaciones y trenes de suministro del ejército. Esto tuvo el efecto de incapacitar la habilidad del mismo para llevar a cabo operaciones ofensivas, sin embargo, evitaron derramamiento de sangre como aconsejaron las autoridades mormonas. En esto fueron bastante exitosos, excepto por el trágico caso de la masacre de Mountain Meadows, en la cual los mormones atacaron una caravana de colonos de Arkansas que iban hacia California, debido a la animadversión que tenía la comunidad mormona contra los gentiles en ese momento. Los intentos que hizo Brigham Young para detener la masacre llegaron muy tarde.
En abril de 1858, después de reunirse con Cumming y tener la certeza que a los soldados no se les permitiría acosar a los colonos mormones, Young renunció como gobernador. En unas pocas semanas, se le permitió al ejército entrar al Valle del Lago Salado y establecerse en el Campo Floyd. La mayoría de Salt Lake City había sido abandonada por temor al ejército y muchos de los mormones habían emigrado a Provo para refugiarse, justo al sur del mencionado lago.
El ejército de Johnston entró a la ciudad desierta, al comprobar que no existía ninguna rebelión se evitó continuar con las operaciones militares.
En los años siguientes, el Gobierno Federal, distraído por la Guerra Civil en gran parte, dejó solos a los mormones, y la Iglesia Mormona pudo continuar su crecimiento y el trabajo misionero. Durante la Guerra Civil, los soldados del Campo Floyd fueron retirados para ayudar a las tropas de la Unión. 
- Datos: Q1501025
- Multimedia: Utah War / Q1501025